# Asellaria armadillidii
Asellaria armadillidii är en svampart som beskrevs av Tuzet & Manier ex Manier 1968. Asellaria armadillidii ingår i släktet Asellaria och familjen Asellariaceae.   Inga underarter finns listade i Catalogue of Life.